# كريس لو (محامي)
كريس لو (بالإنجليزية: Chris Lu)‏ هو محامي أمريكي، ولد في 12 يونيو 1966 في نيوجيرسي في الولايات المتحدة.